# حسام وادي
حسام وادي (مواليد 8 أغسطس 1986 في غزة، فلسطين) هو لاعب كرة قدم فلسطيني محترف يلعب حالياً لنادي اتحاد الشجاعية بعد فسخ عقده مع مركز شباب الأمعري. سجل حسام وادي هدفه الدولي الأول مع المنتخب الوطني ضد أفغانستان ضمن تصفيات كأس العالم 2014 من مسافة 35 ياردة.